# Hanns Albin Rauter
Johann Baptist Albin Rauter, detto Hanns Albin (Klagenfurt am Wörthersee, 4 febbraio 1895 – L'Aia, 25 marzo 1949), è stato un generale austriaco, durante la seconda guerra mondiale è stato comandante delle SS e, conseguentemente, capo della sicurezza (Generalkommissar für das Sicherheitswesen) e della polizia nei Paesi Bassi. È stato riconosciuto come principale responsabile della persecuzione e dell'oppressione della resistenza olandese e in parte responsabile della deportazione degli ebrei durante l'occupazione tedesca dei Paesi Bassi dal 1940 al 1945..

## Biografia
Nato a Klagenfurt, Rauter ottenne il diploma di scuola superiore nel 1912. Successivamente iniziò gli studi di ingegneria presso l'Università tecnica di Graz ma dovette interrompere gli stessi per lo scoppio della prima guerra mondiale, arruolandosi volontario nell'esercito austro-ungarico e congedandosi, dopo la fine della guerra, col grado di Oberleutnant. Nel 1921 Rauter, volontario nel Freikorps Oberland, combatté in Slesia contro i rivoltosi filo-polacchi.
Nel 1933 si iscrisse al Partito Nazista Austriaco nel quale fece una rapida carriera, fino a raggiungere il grado di SS- Obergruppenführer. Nello stesso anno ricevette il suo primo incarico nelle SA, dove rimase fino al 1935, occupandosi del supporto dei militanti nazisti austriaci fuggiti in Germania. A partire dal giugno 1936 e fino al novembre 1938 fu impiegato presso il Persönlicher Stab RfSS (Stato maggiore personale del Reichsführer-SS), uno degli otto Hauptämter (dipartimenti) in cui si suddividevano le SS, il cui compito principale era quello di fornire consulenze ad Heinrich Himmler nei più svariati campi. Successivamente ricevette l'incarico di comandante delle SS di Breslavia, dove rimase fino al settembre del 1940.
Dopo l'invasione tedesca dei Paesi Bassi venne nominato Generalkommissar für das Sicherheitswesen (commissario generale per la sicurezza) del Reichskommissariat Niederlande, governo tedesco di occupazione dei Paesi Bassi, carica che ricoprì dal maggio 1940 al giugno 1943, assumendo anche l'incarico di Höhere SS- und Polizeiführer (Comandante superiore delle SS e della Polizia). Nonostante Rauter fosse formalmente subordinato al Reichskommissar dei Paesi Bassi, Arthur Seyss-Inquart, in qualità di comandante delle SS nei Paesi Bassi, rispondeva di fatto solo a Heinrich Himmler quale Reichsführer-SS.
Nel 1944, durante la sua permanenza nella città olandese dell'Aia, venne nominato presidente della Federazione tedesca di scherma (N.S.R.L. Fachamt Fechten).

## L'attentato e la rappresaglia
Il 6 marzo 1945, a Woeste Hoeve, nei pressi di Apeldoorn, un gruppo di partigiani, avendo la necessità di un mezzo di trasporto, scambiando il sidecar sulla quale viaggiava Rauter per un camion, tesero un agguato. I partigiani non rendendosi conto che il passeggero era proprio Rauter, accompagnato dal suo luogotenente Exner e dall'autista e credendo tutti morti, lasciarono i corpi sul luogo e se ne andarono. Rauter, invece, pur gravemente ferito sopravvisse all'agguato. Due giorni dopo nella stessa località, per rappresaglia, furono radunati e uccisi 117 prigionieri. La rappresaglia fu estesa al resto del paese con 53 esecuzioni ad Amsterdam, 6 ad Utrecht, 38 a L'Aia e 49 ad Amersfoort, passando alla storia la più grande esecuzione di massa nei Paesi Bassi durante la seconda guerra mondiale.

## La condanna e l'esecuzione
Dopo la guerra fu processato per crimini contro l'umanità ed i suoi tentativi di minimizzare il proprio ruolo nelle accuse che gli vennero rivolte, furono infruttuosi, venendo quindi condannato a morte. La mattina del 25 marzo 1949 Rauter fu scortato dalla prigione di Scheveningen al luogo dell'esecuzione dal reduce della resistenza Christiaan Wisse. La sua esecuzione avvenne alle 6:30 di mattina, per fucilazione, a Waalsdorpervlakte, nei pressi de L'Aia, esattamente nello stesso posto dove vennero trucidate 38 delle 263 vittime della rappresaglia seguita all'attentato di cui fu vittima quattro anni prima. Il luogo della sua sepoltura è tuttora segreto di stato.